# David Maree
David Maree (né le 31 août 1989 à Kroonstad) est un coureur cycliste sud-africain. Il participe à des compétitions sur route et sur piste.

## Palmarès sur route

### Par année
- 2013
  - Emperors Palace Classic
- 2014
  - Knysna Tour
- 2017
  - Berg en Dale Classic
- 2018
  - Jock Classic :
    - Classement général
    - 1re et 3e étapes

  - 1re étape du Lowveld Tour[1]
  - 3e étape du Tour de Windhoek
  - 2e du Tour de Windhoek
- 2019
  - Mafutseni Cycle Race
  - Tshwane Classic[2]
- 2020
  - Satellite Challenge
- 2022
  - Tour Durban

### Classements mondiaux
| Année           | 2013 | 2014 | 2015 | 2016 | 2017 | 2018 |
| --------------- | ---- | ---- | ---- | ---- | ---- | ---- |
| UCI Africa Tour | 100e |      | 146e |      |      | 264e |

## Palmarès sur piste

### Jeux olympiques
- Tokyo 2020
  - 19e de l'omnium

### Championnats d'Afrique
- Le Caire 2020
  -  Champion d'Afrique de course aux points
  -  Champion d'Afrique d'omnium
  -  Médaillé d'argent du scratch
  -  Médaillé de bronze de la poursuite par équipes
- Le Caire 2021
  -  Champion d'Afrique d'omnium
  -  Champion d'Afrique de la poursuite par équipes (avec Stephanus van Heerden, Kyle Swanepoel et Dillon Geary)
  -  Médaillé d'argent de la course à l'élimination

### Championnats nationaux
- 2016
  -  Champion d'Afrique du Sud de poursuite par équipes (avec Nolan Hoffman, Morne van Niekerk et Reynard Butler)
  - 2e du championnat d'Afrique du Sud de course aux points
- 2017
  -  Champion d'Afrique du Sud d'omnium
  - 2e du championnat d'Afrique du Sud de course aux points
- 2018
  - 2e du championnat d'Afrique du Sud d'omnium
  - 2e du championnat d'Afrique du Sud de course aux points
- 2019
  -  Champion d'Afrique du Sud de course aux points
- 2021
  - 2e du championnat d'Afrique du Sud d'omnium
- 2022
  -  Champion d'Afrique du Sud de course aux points
  -  Champion d'Afrique du Sud d'omnium
- 2023
  -  Champion d'Afrique du Sud d'omnium
  - 2e du championnat d'Afrique du Sud de l'élimination
  - 2e du championnat d'Afrique du Sud du scratch
  - 3e du championnat d'Afrique du Sud du scratch